# Кіпрське повстання 1931
Повстання 1931 року  або Жовтневі події  (грец. Οκτωβριανά, Oktovriana) - антиколоніальне антибританське повстання, що відбулося на Кіпрі  в кінці жовтня - початку листопада 1931 року.
Повстання очолили націоналісти з громади греків-кіпріотів, що виступали за  Енозіс (об'єднання) острова з Грецією.   
Поразка повстанців призвела до встановлення британською владою репресивного режиму, відомого як "Пальмерократія" (παλμεροκρατία), що тривав  до початку Другої світової війни.

## Історичне тло
Після закінчення Первої світової війни, за результатами конференції в Лозанні 1923 року, Британія отримала міжнародне визнання своєї влади над островом . Єдиною країною, яка потенційно могла оскаржити рішення конференції, була Греція. Втім, після поразки у греко-турецькій війні (1919–1922) країна зіткнулася з потужної економічною кризою та дипломатичною ізоляцію, тому грецький представник не згадував Кіпр на конференції. 
Кіпр набув статусу коронної колонії Британської Імперії, але це а ні трохи не спинило поширення ідей панеллінізму та популярність енозісу серед грецької громади острова. 
Кіпр набув статусу  коронної колонії Британської Імперії, але це а ні трохи не спинило поширення ідей панеллінізму та популярність енозісу серед грецької громади острова.   
У листопаді 1926 року новим губернатором Кіпру був призначений Рональд Стурс, посадовець з репутацією філелліна (грекофіла). Серед греків-кіпріотів поширилися сподівання, що незабаром британське правління призведе до остаточного об'єднання з Грецією. 
Але вже 1928 року стало зрозуміла марність цих сподівань і відносини між британською владою та громадою греків-кіпріотів погіршилися. Останні бойкотували святкування 15-ї річниці британської окупації Кіпру.    
Потужною точкою напруги став закон про освіту (Education Act), ініційований колоніальною владою, який мав на меті обмежити влив Греції на освітню систему острова. Відносини погіршилися ще більше, коли британська влада в односторонньому порядку прийняла новий кримінальний кодекс, який дозволяв застосування тортур.
Наступного 1929 року члени Законодавчої ради Кіпру архієпископ Кітіон Нікодемос і Ставрос Ставринакіс прибули до Лондона, представивши секретареві колоній лорду Пасфілу меморандум з вимогою до енозісу. Відповідь на меморандум була негативною. 

## Розгортання подій

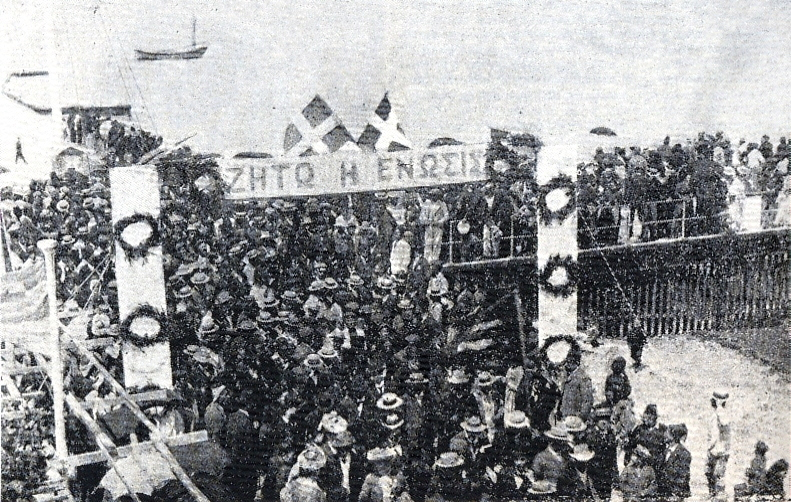
Кіпрська демонстрація 1930-х років на підтримку Енозісу.

У вересні 1931 року колоніальна адміністрація ухвалила одноосібне рішення про збільшення ставок податків та акцизів для покриття дефіциту бюджету.  
Законодавча рада Кіпру ухвалила рішення призупинити підвищення податків, але губернатор Сторс наклав вето на рішення законодавців.  У відповідь депутати склали свої повноваження, а 18 жовтня 1931 архієпископ Кітіон Нікодемос покликав греків-кіпріотів до участі в акціях громадянської непокори, до виконання вимог до енозу. 
21 жовтня на вулиці Нікосії вийшло  більше 5 тисяч греків-кіпріотів, переважно студентів, священиків та поважних жителів міста. Демонстрація проходила мирно, аж поки не дійшла до будівлі уряду, яку протестувальники закидали бруківкою.
У відповідь поліція спробувала розсіяти протестувальників і зав'язалася бійка з поліцією, під час якої і загорівся будинок уряду. Сили правопорядку відкрили вогонь на ураження та розігнали демонстрантів. 
Наступного дня,  22 жовтня, губернатором острова була введена заборона на публічні зібрання  та введена цензура у засобах масової інформації.
23 жовтня, для посилення поліції,  на острів прибули кораблі з британськими солдатами. Протягом наступних днів за підбурення до непокори був заарештований та висланий митрополит Нікодімус та 5 інших кіпріотів, включаючи очільника Комуністичної партії Кіпру. 
Повністю порядок на острові вдалося відновити вже на початку листопада. Всього загинули семеро протестувальників, тридцять отримали поранення, десять були заслані довічно, а 2606 отримали різні покарання, починаючи від тюремного ув'язнення до штрафів.

## Наслідки
Британська влада звинуватила у організації заворушень Генерального консула Греції Алексіса Кіру, грецького націоналіста кіпріотського походження і його було усунено з посади через завдану шкоду англо-грецьким відносинам. 
Також заворушення вдарили по кар'єрі губернатора Сторса, якого незабаром перевели на посаду губернатора Північної Родезії. 
Новим губернатором Кіпру був призначений Річмонд Палмер, який провів серію авторитарних змін на острові, а період його правління отримав назву Палмерократія (Παλμεροκρατία, "Palmerocracy"). Серед заходів, що були прийняті для забезпечення порідку та для попередження нових заворушень були: 
- розпуск Законодавчої рада і скасування муніципальних виборів;
- пряме призначення мерів міст, старост та суддів губернатором;
- заборона на пропаганду ідей енозісу;
- розміщення будь-де будь-яких прапорів іноземних держав;
- заборонені публічні демонстрації;
- у газетах була введена політична цензура;
- також приймалися спеціальні заходи для обмеження діяльності Православної церкви та комуністичних організацій

Період Палмерократії тривав від придушення повстання до початку Другої світової війни.     
Часто Кіпрське повстання 1931 року описують як приклад найжорсткішого антиколоніального опору, з яким Велика Британія зіткнулася в міжвоєнний період. В кіпрській історіографії вони відомі як Октовріана (Жовтневі події). 
1. ↑  Klapsis, 2009, с. 131—135.
2. ↑  Rappas, 2008, с. 363—369.